# 21659 Fredholm
21659 Fredholm è un asteroide della fascia principale. Scoperto nel 1999, presenta un'orbita caratterizzata da un semiasse maggiore pari a 2,5740468 UA e da un'eccentricità di 0,1451490, inclinata di 4,89558° rispetto all'eclittica.